# Annie VS Hayley
Annie vs Hayley ist eine US-amerikanische Webserie, des Fernsehsenders Nickelodeon. Sie feierte am 20. April 2019 auf dem YouTube-Kanal von Nickelodeon Premiere.

## Inhalt
Die Geschwister Annie LeBlanc und Hayley LeBlanc kämpfen gegeneinander in verschiedensten Herausforderungen, jede Staffel behandelt ein anderes Thema. Am Ende entscheidet eine immer unterschiedliche Person, wer gewonnen hat.